# Rainie Yang
Rainie Yang Cheng Lin (cinese tradizionale: 楊丞琳; cinese semplificato: 杨丞琳; pinyin: Yáng Chénglín; Taipei, 4 giugno 1984) è una cantante, attrice e conduttrice televisiva taiwanese.

## Carriera
Yang ha dato avvio alla propria carriera come membro del gruppo femminile 4 in Love, dove le fu dato il nome d'arte Rainie. La popolarità del gruppo nell'industria musicale era a malapena mediocre ed il successo ottenuto fu molto limitato. Dopo lo scioglimento del gruppo, Yang ha continuato a perseguire la propria carriera nel mondo dello spettacolo come conduttrice televisiva, presentando vari programmi come il varietà "Guess Guess Guess". Dopo aver recitato in ruoli di supporto in diversi drama (incluso il mega hit Meteor Garden), è riuscita a procurarsi il ruolo da protagonista (come Qi Yue) nel drama della CTV Devil Beside You, insieme a Mike He. Devil Beside You è risultato essere molto popolare, permettendo alla carriera di Rainie di spiccare il volo. Lo stesso anno, Yang ha pubblicato il suo album di debutto, My Intuition, che presentava i singoli "Ai Mei" e "Li Xiang Qing Ren", entrambi inclusi anche nella colonna sonora di Devil Beside You. My Intuition è stato un record nella storia dell'industria musicale cinese, essendo l'unico album di debutto ad ottenere il disco di platino, vendendo 1.5 milioni di copie nel sudest asiatico.
Nel 2006, la cantante ha pubblicato il secondo album, Meeting Love, che ha ottenuto un discreto successo. Il 7 settembre 2007 ha pubblicato My Other Self (conosciuto anche come Anywhere Door). L'album include i singoli "Que Yang" e "Wan Mei Bi Li", in cui è presente il contributo di Mike He e di Kingone Wang. Sperando di crearsi un'immagine di attrice "seria", la Yang ha recitato nel film con storia lesbica Spider Lilies, insieme a Isabella Leong. Tuttavia, dopo l'esperienza in Spider Lilies, Yang è ritiornata alla precedente immagine carina e giovanile, diventando l'attrice protagonista nel drama Why Why Love.
L'8 gennaio 2007, Yang ha registrato la sua ultima puntata per il varietà "Guess Guess Guess", abbandonato a causa dei molti impegni e della volontà di concentrarsi sulla carriera musicale. 
Il 23 aprile 2008, durante le riprese del drama "Miss No Good" a Sanchih, Yang è caduta pesantemente dalle scale ed è stata mandata all'ospedale Mackay Memorial. Con un esame ai raggi x, i medici hanno diagnosticato alla Yang una contusione alla spina dorsale. Dopo essere stata dimessa dall'ospedale, la produttrice Angie Chai ha portato Rainie da un fisioterapista per massaggi tradizionali cinesi.
La Yang reciterà nel drama della GTV ToGetHer, insieme a Jiro Wang dei Fahrenheit e George Hu.

## Controversie
Nel 2003, la Yang ha confuso gli otto anni della Seconda guerra sino-giapponese in undici, durante un programma televisivo. Dopo che le fu spiegato la reale lunghezza della guerra, l'attrice ha risposto "Solo otto anni?". Gli informatori su internet hanno esagerato l'incidente, affermando che lei avesse sbagliato anche il numero delle vittime del Massacro di Nanchino. Gli articoli sul suo errore hanno generato un certo astio in Cina, che ha portato ad un boicottaggio di massa del canale satellitare Hunan, dove era in quel periodo in onda Devil Beside You. Dopo essere venuta a conoscenza del boicottaggio di massa, la Hunan TV ha rimpiazzato il drama i cui recitava Rainie con Green Forest, My Home.
Il 3 aprile 2007, Yang ha scritto una lettera pubblica di scuse ai suoi fan, ed ha affermato in un'intervista: "Ho lasciato la scuola prima del tempo per entrare in società. In futuro cercherò di leggere il più possibile, appena ho tempo. Sono convinta che in quel futuro avrò una conoscenza più profonda della storia... mi scuso con tutti... mi impegnerò duramente per fare bene il mio lavoro."

## Discografia

### Album
| Numero dell'album | Informazioni sull'album |
| ----------------- | --- |
| Primo             | My Intuition (曖昧) Ai Mei (My Intuition) (nota anche come Ambiguous) - Pubblicato: 9 settembre 2005 - Lingua: cinese - Etichetta: Sony BMG - Genere: Mandopop |
| Secondo           | Meeting Love (遇上愛) Yu Shang Ai (Meeting Love) - Pubblicato: 19 marzo 2006 - Lingua: cinese - Etichetta: Sony BMG - Genere: Mandopop                         |
| Terzo             | My Other Self (任意門) Ren Yi Men (Anywhere Door) - Pubblicato: 7 settembre 2007 - Lingua: cinese - Etichetta: Sony BMG - Genere: Mandopop                     |
| Quarto            | Not Yet a Woman (半熟宣言) Ban Shu Xuan Yan (Not Yet a Woman) - Pubblicato: 7 novembre 2008 - Lingua: cinese - Etichetta: Sony BMG - Genere: Mandopop          |
| Quinto            | Rainie & Love...? (雨愛) - Pubblicato: 1º gennaio 2010 - Lingua: cinese - Etichetta: Sony Music Taiwan - Genere: Mandopop                                      |
| Sesto             | Longing For (仰望) - Pubblicato: 29 luglio 2011 - Lingua: cinese - Etichetta: Sony Music Taiwan - Genere: Mandopop                                             |
| Settimo           | Wishing for Happiness (想幸福的人) - Pubblicato: 17 agosto 2012 - Lingua: cinese - Etichetta: Sony Music Taiwan - Genere: Mandopop                             |
| Ottavo            | Angel Wings (天使之翼) - Pubblicato: 23 agosto 2013 - Lingua: cinese - Etichetta: Sony Music Taiwan - Genere: Mandopop                                         |
| Nove              | A Tale of Two Rainie (雙丞戲) - Pubblicato: 12 dicembre 2014 - Lingua: cinese - Etichetta: Sony Music Taiwan - Genere: Mandopop                                |
| Dieci             | Traces of Time in Love (年輪說) - Pubblicato: 30 settembre 2016 - Lingua: cinese - Etichetta: Sony Music Taiwan - Genere: Mandopop                             |

## Drama e film

### Drama
| Anno | Titolo                                     | Ruolo                                           |
| ---- | ------------------------------------------ | ----------------------------------------------- |
| 2001 | Meteor Garden                              | Xiao You                                        |
| 2001 | Meteor Rain                                | Xiao You                                        |
| 2002 | Tomorrow                                   | Yuan Chen Mei                                   |
| 2002 | Lavender 2                                 | Xiao Xiao                                       |
| 2002 | Sunshine Jelly                             | Mei                                             |
| 2003 | The Pink Godfather + Just want to love you | Bao Xiao Ting / Chen Tian Shi + Zhi Xiang Ai Ni |
| 2003 | Sweet Candy                                |                                                 |
| 2003 | White Lilies                               |                                                 |
| 2003 | The Original Scent of Summer               | Yang Pan Pan                                    |
| 2004 | Love Bird                                  | Jiang Ding Han                                  |
| 2004 | Legend of Speed                            | Juliet / Gao Yun                                |
| 2004 | City Of The Sky                            | Lu Bin Yan                                      |
| 2004 | Liao Zhai Zhi Yi                           | Zheng Ah Bao                                    |
| 2005 | Devil Beside You                           | Qi Yue                                          |
| 2007 | Why Why Love                               | Tong Jia Di                                     |
| 2008 | Miss No Good                               | Jiang Xiao Hua                                  |
| 2009 | Hi My Sweetheart                           | Chen Bao Zhu                                    |
| 2009 | ToGetHer                                   | Chen Mo Mo                                      |
| 2011 | Love You                                   | Lin Xiao Ru                                     |
| 2011 | Sunshine Angel                             | Chen Yang Guang                                 |
| 2014 | Love at Second Sight                       | Fei Luo Luo                                     |
| 2016 | Rock Records in Love                       | Chen Li Xin                                     |
| 2016 | Life Plan A and B                          | Cheng Ru Wei                                    |

### Film
| Anno | Titolo                   | Ruolo                   |
| ---- | ------------------------ | ----------------------- |
| 2001 | Merry Go Round           | Carlily Pang            |
| 2007 | Spider Lilies)           | Xiao Lü/Jade            |
| 2010 | The Child's Eye          | Rainie                  |
| 2012 | HeartBeat Love           | Yang Xiao Yu            |
| 2012 | Wishing for Happiness    | Chen You Lan (Xiao Lan) |
| 2014 | Endless Nights in Aurora | Alisha                  |
| 2017 | The Tag-Along 2          | Li Shu-fen              |

## Programmi televisivi
- Wo Cai Wo Cai Wo Cai Cai Cai (Guess Guess Guess) (CTV) - 2002 [30-09-2002] - 2007 [08-01-2007]
- ASOS 100% Entertainment - 2005
- Azio Entertainment News - 2002 - Maggio 2004
- TVBS Game Show - 2003
- Jacky Live! - 2003